# 軍祭酒
軍祭酒即軍師祭酒，因避晉諱(晉朝司馬師)，故省去師字，曹操（當時曹操為司空）於建安三年初置。軍師祭酒是公府的屬官，郭嘉、董昭是司空軍祭酒（即司空府的軍師祭酒）；袁渙、王朗、杜襲是丞相軍祭酒（即丞相府的軍師祭酒）